# Agmina kapiwa
Agmina kapiwa là một loài Trichoptera trong họ Ecnomidae. Chúng phân bố ở miền Australasia.